# Саидов, Алирза Узаирович
Алирза́ Узаи́рович Саи́дов (1932—1978) — лезгинский поэт, автор стихов, баллад, поэм – сборники «Мелодии Самура» (1959), «Моя светлая звезда» (1964), «Серебряные струны» (1973), «Двенадцатая книга» (1975), «Золотая долина» (1979) и др.

## Биография
Алирза Узаирович Саидов родился 15 января 1932 года в селении Гдынк Ахтынского района ДАССР. В 1959 году окончил Литературный институт имени А. М. Горького в Москве .

## Творческая деятельность
Алирза Узаирович Саидов работал литсотрудником газеты «Знамя социализма», ответственным секретарем журнала «Женщина Дагестана», завотделом культуры республиканской газеты «Коммунист». С 1970 года он был консультантом по поэзии и секретарём Правления Союза писателей Дагестана. В 1959 году на страницах газеты «Знамя социализма» были впервые опубликованы стихи Алирзы Саидова. В этом же году в издательстве «Молодая гвардия» вышел в свет переведённый на русский язык поэтический сборник «С тобой, Самур», а в Дагестанском книжном издательстве вышел первый сборник его стихов на лезгинском языке «Мелодии Самура».
Стихи Саидова часто помещались на страницах центральной и республиканской печати. Среди них «Литературной газете», еженедельник «Литературная Россия», в журналах «Советский Дагестан», «Женщина Дагестана», «Дружба народов», «Юность», «Смена», «Октябрь» и др.
Многие из стихов Саидова были переведены на языки народов Северного Кавказа, ближнего зарубежья, а также на английском, польском, болгарском и другие языки мира.
Алирза Саидов перевёл на лезгинский язык произведения А. С. Пушкина, М. Ю. Лермонтова, А.М. Горьково, Т. Г. Шевченко, В. В. Маяковского, С. Есенина, А. Твардовского, Р. Гамзатова, К. Чуковского и других поэтов.
Дагестанские композиторы положили музыку на стихи Саидова и многие из них стали популярными лезгинскими песнями.

## Награды и премии
В 1977 Алирза Узаирович Саидов стал лауреатом республиканской ДАССР премии им С. Стальского ( за книгу стихов «Живые огни»). Он также награждён Почетной грамотой Президиума Верховного Совета ДАССР.

## Книги на лезгинском языке
- Саидов А. Мастер Идрис: Поэма / ред.М. Шихвердиев; худож. И.Халилов. — Махачкала: Дагест. кн. изд-во, 1977. — 44 с.
- Саидов А. Жилет жизни: Стихи, баллады, и поэмы. / ред.М. Шихвердиев; худож. В.Черепанов. — Махачкала: Дагест. кн. изд-во, 1968. — 65 с.
- Саидов А. Серебряные струны: Песни, стихи и поэма / ред. М. Шихвердиев; худож. Ф. Джанахай. — Махачкала: Дагест. кн. изд-во, 1973. — 104 с.
- Саидов А. Живые огни: Стихи и поэмы / сост. Х. Хаметова; ред. А. Кардашев; худож.Э.Лубьянов. — Махачкала: Дагест. кн. изд-во, 1993. — 392 с.
- Саидов А. Мосты дружбы: Стихи для детей среднего и старшего школьного возраста / ред. М. Ганиева, худож. В. Иванов. — Махачкала: Дагест. кн. изд-во, 1980. — 56 с.
- Саидов А. Люблю эту землю: Стихи и поэмы / сост. Х. Хаметова; ред. М. Шихвердиев; худож. М. Халилов. — Махачкала: Дагест. кн. изд-во, 1986. — 168 с.
- Саидов А. Моя светлая звезда: Песни и поэма / ред. М. Шихвердиев; худож. А. Шарыпов. — Махачкала: Дагест. кн. изд-во, 1964. — 119 с.
- Саидов А. Разговор с сыном: Стихи для среднего и старшего школьного возраста / ред. М. Ганиева; худож. М. Ветерчук. — Махачкала: Дагест. кн. изд-во, 1978. — 86 с.[2]

## Книги на русском языке
- Саидов А. Горное эхо: Стихи; пер. с лезг. С. Сущевского; Я. Серпина; А. Брагина; Л. Щепихиной / ред. Ю. Кузнецов; худож. А. Лященко. — М.: Современник, 1972. — 78 с.
- Саидов А. Искра в кремне: Стихотворения и поэмы;пер. с лезг. А. Корнеева / ред. М. Акчурин; худож. В. Григорьев. — М.: Современник, 1986. — 112 с.
- Саидов А. Мой Самур: Стихи, поэмы и баллады; пер. с лезг. / ред. С. Муртузалиева; худож. Г. Балиев. — Махачкала: Дагест. кн. изд-во, 2005. — 464 с.
- Саидов А. Сабля и цветы: Стихи, баллада; пер. с лезг. яз. В. Павлинов; Я. Серпин; Ст. Сущевский; В. Портнов; Л. Щипахин. / ред. Г. Бейбутова; худож. Е. Омельченко. — Махачкала: Дагест. кн. изд-во, 1972. — 120 с.
- Саидов А. Позывные сердца: Стихи и баллады; пер. с лезг. Ст. Сущевского / ред. Г.Г. Валиков; Б.А. Мокин. — М.: Советский писатель, 1973. — 120 с.[2]